# Tachaea chinensis
Tachaea chinensis là một loài chân đều trong họ Corallanidae. Loài này được Thielemann miêu tả khoa học năm 1910.